# 中國電器
中國電器股份有限公司，簡稱中電、CE，成立於1955年2月1日，為台灣一家專業照明製造服務公司。品牌名稱為東亞照明。

## 歷史
1918年中華民國交通部與美國西部電子公司、日本電氣株式會社共同集資成立中國電器股份有限公司，二戰後遷臺。

1949年華南聯記電器廠拆遷來臺，成立東亞電器廠，1951年合併臺光電器廠、台灣省工礦公司士林電工廠（原台灣通信工業株式會社），在新竹成立東亞電器廠股份有限公司，以供應終戰前完全由日本提供的燈泡市場。

1955年中國電器與東亞電器合併，中國電器為存續公司，照明器具產品則使用東亞照明。

## 沿革

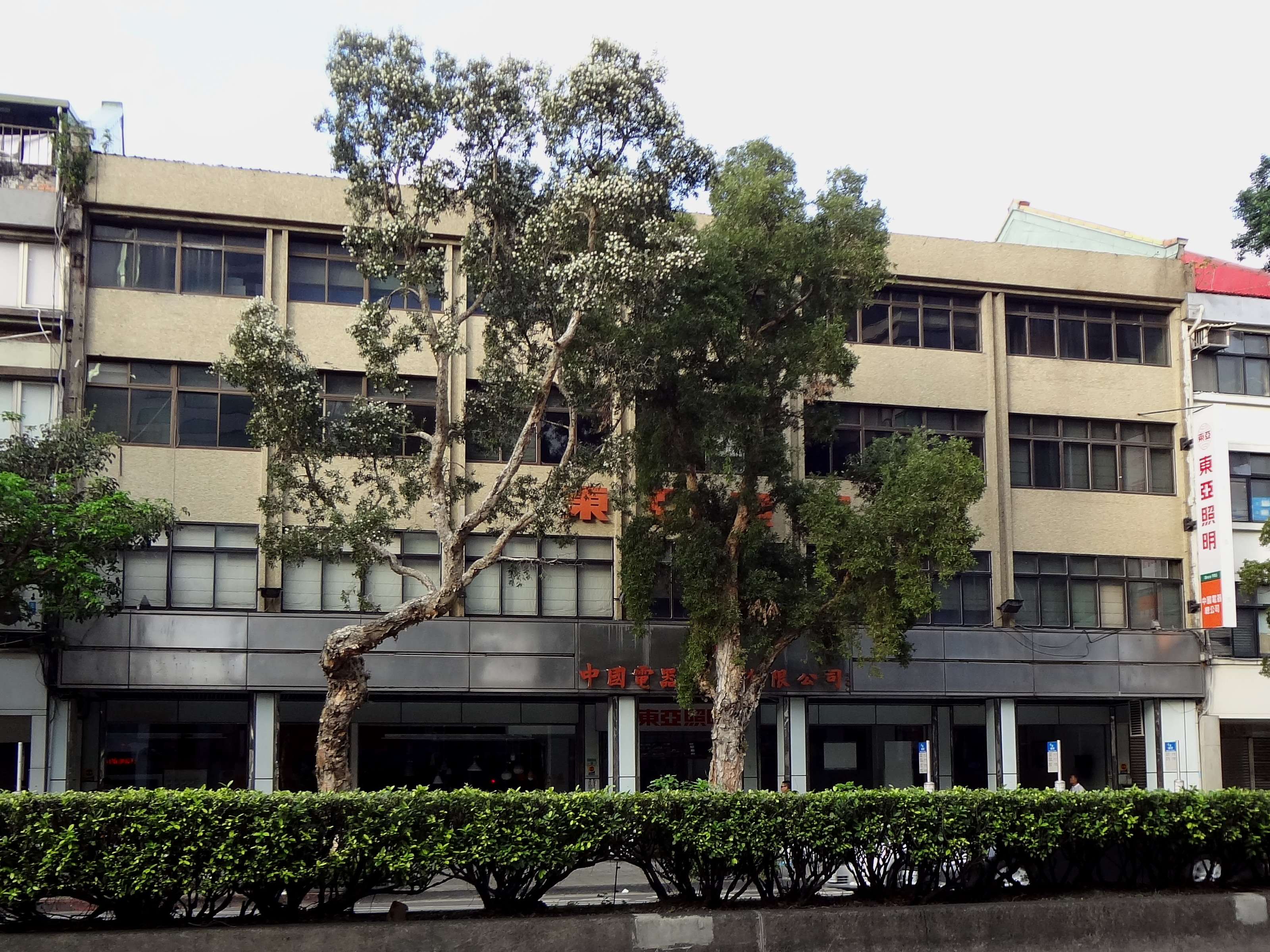
臺北市中正區忠孝東路二段，中國電器舊總部

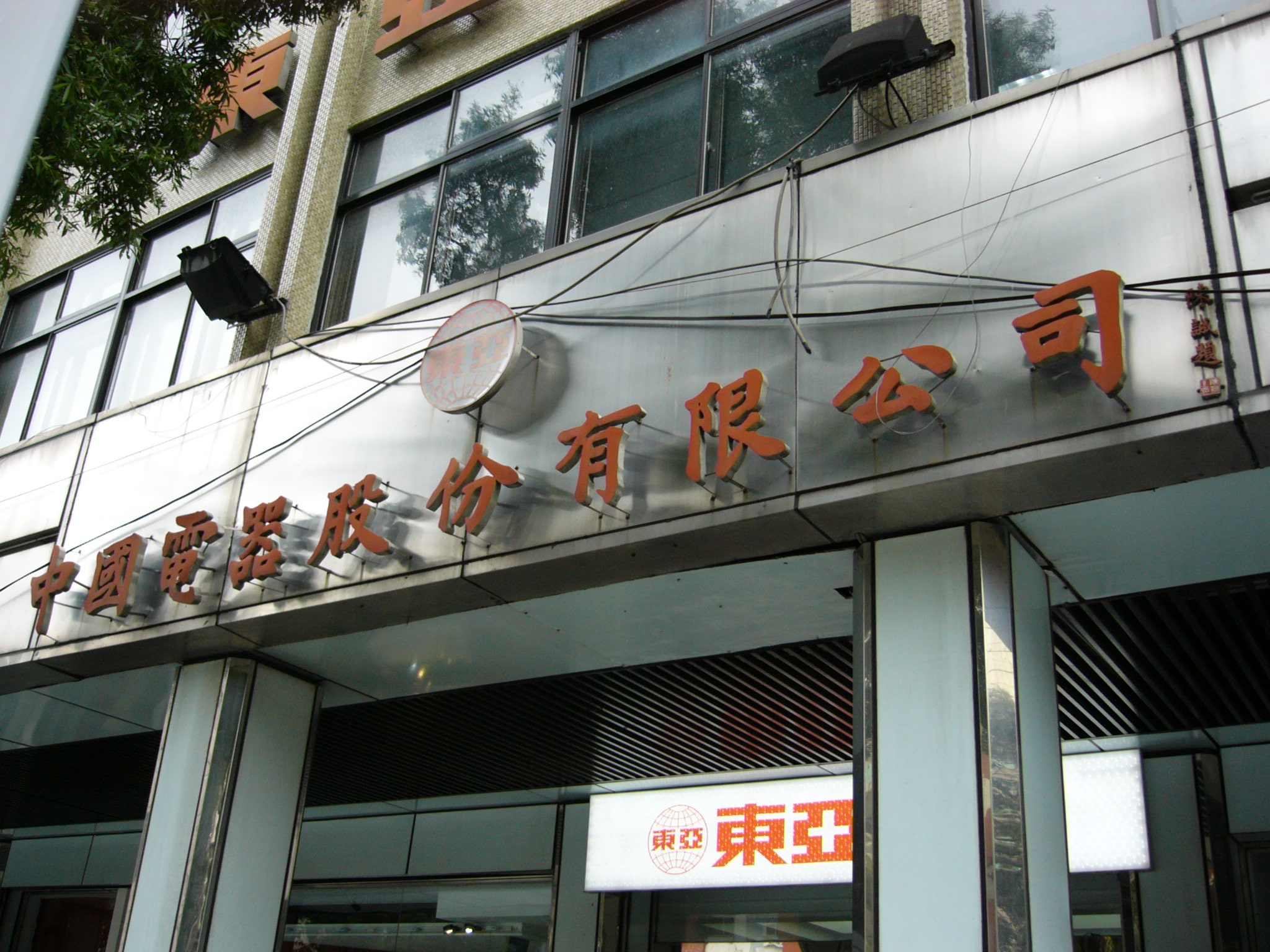
中國電器舊總部的陳誠題字

- 1955年2月1日：中電成立，總部由陳誠題字。（見圖）
- 1956年：中電向東芝購買技術，以生產電燈泡為主，但因經營體質不佳與玻璃生產過剩而虧損以致被迫減資。中電總經理陳全生親赴日本說服三菱電機與三菱商事籌資新台幣1000萬元，三菱電機與三菱商事協助中電轉型並給予日光燈生產技術。
- 1962年：中電以「東亞」（TOA）為品牌行銷於台灣市場。
- 1963年4月：中電新竹廠落成，正式開始生產東亞日光燈。
- 1967年10月：中電向日本來福電球購買技術，生產汽車專用電燈泡。
- 1969年：中電向三菱電機購買技術，生產水銀燈。
- 1973年6月1日：從中電新竹廠分離出來的桃園縣桃園市（今桃園市桃園區）中電桃園廠正式開工，主要生產燈具與安定器。
- 1979年5月：中電成立「電氣測試室」，後改名「電性測試實驗室」。
- 1989年8月5日：中電新營廠落成開工，佔地3000坪。
- 1990年1月16日：中電股票在台灣證券交易所上市。
- 1993年：中電向瑞典購買台灣第一套靜電塗裝燈泡自動生產設備。
- 1991年：中電成立「產品研發群」，研發新產品。
- 1994年：中電向CKD購買台灣第一套「一秒一支」日光燈高速生產設備。
- 1996年9月：中電電性測試實驗室通過中華民國實驗室認證委員會評鑑，取得中華民國實驗室認證體系（CNLA）認證，可接受對內、對外委託測試業務。
- 1997年：中電與三菱電機合資成立美東菱公司（Meltonic Co., Ltd.），主要生產電子安定器。
- 1999年：中電購買台灣第一套「3U燈管」自動化生產設備及第二套「一秒一支」日光燈管高速生產設備。
- 2001年：中電向西班牙Isofoton購買技術，開發太陽能與風能光電照明系統。
- 2002年：中電桃園廠設置太陽能光電模板封裝生產線。
- 2009年1月7日：中電與美國Cree Inc.簽署合作協定。
- 2009年2月9日：中電與美國Cree Inc.簽署技術及市場開發合約。
- 2009年3月：中電轉投資鋰鐵電池製造商冠碩電池。
- 2009年7月28日：中電董事會通過以新台幣4.06億元取得台北市內湖區舊宗段42-9、42-10地號土地，將興建廠辦大樓；同日，中電發表新品牌「東亞綠能」，並與冠碩電池共同舉辦「跨世代綠能產品發表會」。
- 2010年3月:中電榮獲台灣區照明燈具輸出業同業公會「照明菁英獎」之照明產業典範獎。
- 2010年10月:中電榮獲中華民國經濟部第11屆公司標準化獎。
- 2011年3月:中電在南科樹谷園區購置土地。
- 2011年5月:中電榮獲行政院勞工委員會「99年度推行無災害工時紀錄績優單位」。
- 2012年1月:中電增購南科樹谷園區土地。
- 2013年10月:中電公開收購啟耀光電，與啟耀光電策略聯盟生產LED產品。
- 2013年12月:中電公告，台北市內湖區舊宗段42-9、42-10地號土地賣給森聯機構成員文森建設，交易金額新台幣5億6812萬元。
- 2018年底:台北市中正區忠孝東路二段9號中電舊總部賣給美好家庭購物（ViVa TV），交易金額新台幣12.8億元[2]。
- 2019年3月25日:中電公告，子公司中電開發以新台幣14.5億元向「香港商盛至有限公司」（隸屬於香港商壹本便利出版有限公司）購買台北市內湖區新湖二路146巷18號壹電視大樓D棟，投資目的為「出租增加收入」[3][4]。
- 2020年3月18日中電在公開市場發布利多消息前，前董事長周麗真與胞兄、公司董事周植基，涉犯內線交易罪，依法提起公訴。
- 2021年12月前董事長周麗真辭職，由東吳大學法律系教授蕭宏宜接手。
- 2022年中電董事改選後，推舉京城銀國際租賃董事長劉建志為董事長。
- 2023年6月1日:中電前董事長劉建志日前辭職，2023年6月1日董事會推舉東吳大學法學院助理教授廖銘輝為新任董事長。
- 2023年起，將新竹湖口的閒置廠房出租予欣興電子，展開資產活化。

## 外部連結
- 中國電器（页面存档备份，存于）